# Салимбени, Вентура
Венту́ра Салимбе́ни (итал. Ventura Salimbèni, от итал. ventura — судьба, удача, случай), настоящее имя ─ Алесса́ндро Салимбе́ни (итал. Alessandro Salimbèni), по прозванию Венту́ра ди Арка́нджело Салимбе́ни (итал. Ventura di Arcangelo Salimbèni; 20 января 1568, Сиена, Тоскана — 23 ноября 1613[…], Сиена, Тоскана) — итальянский живописец и гравёр сиенской школы живописи. Известен также под прозванием ─ Бевила́ква (итал. Bevilacqua), по фамилии заказчика и покровителя.

## Биография
Салимбени учился живописи в родном городе вместе со своим сводным братом Франческо Ванни у отца, живописца Арканджело Салимбени, представителя северо-итальянского маньеризма.
Возможно, он провёл какое-то время в Северной Италии, а затем в 1588 году переехал в Рим, чтобы вместе с другими художниками работать над росписями в Латеранском дворце и Ватиканской апостольской библиотеке по заданию папы Сикста V.
В 1590—1591 годах Вентура Салимбени получил заказ от кардинала Бонифацио Бевилаква Альдобрандини на написание алтарных картин для церкви римских иезуитов Иль-Джезу (1594—1595) и базилики Санта-Мария-Маджоре (1593—1594).
В 1595 году Салимбени вернулся в Сиену. Здесь он под влиянием художника позднего маньеризма и раннего барокко Федерико Бароччи работал в «стиле контрреформации». Он писал для сиенских церквей, таких как Санта-Тринита. Салимбени также известен подготовительными рисунками, большинство из которых хранятся в Уффици во Флоренции и в Музее изобразительных искусств в Сан-Франциско. Примерно в 1600 году он начал писать картину «Жизнь святого Гиацинта» для сиенской церкви Санто-Спирито. Он продолжал создавать картины для церквей по всей Италии, включая Флоренцию. В церкви Сантиссима-Аннунциата (Флоренция) Салимбени расписал фресками люнеты (1605—1608), иллюстрирующие события из истории ордена сервитов.
Примерно в то же время, около 1600 года, он получил задание на фреску «Воскресение Христа» и «Умирающую святую Кьяру посещает папа» в своде капеллы Сан-Массимо в базилике Санта-Мария-дель-Фьоре в Ассизи.
В те же годы Салимбени писал «Видение Григория Великого» и «Наказание Давида» в базилике Сан-Пьетро в Перудже. Папский легат, кардинал Бонифацио Бевилаква Альдобрандини, заказавший эти картины, был настолько доволен, что удостоил Вентуру Салимбени редкой чести для художника, наградил орденом Золотой шпоры. Отныне ему было разрешено называть себя «Кавалером Бевилаква».
На творчество Салимбени повлияли художники-маньеристы Федерико Бароччи, Доменико Беккафуми, Чиголи (Лодовико Карди). Среди его учеников был Алессандро Казолани.
В период между 1589 и 1594 годами Вентура Салимбени выполнил в Риме несколько офортов, семь из которых сохранились. Они считаются одними из лучших итальянских гравюр того времени.

## Галерея
- Рождество Иоанна Крестителя. Бумага, перо, кисть, коричневая тушь, акварель, чёрный мел
- Бракосочетание Эсфири и Артаксеркса. 1608—1611. Фреска хора. Собор, Сиена
- Бракосочетание Эсфири и Артаксеркса. Деталь
- Святая Екатерина Сиенская среди сиенских святых и блаженных. 1608—1611. Деталь росписи хора. Собор, Сиена
- Воздвижение Евхаристии. 1580-е гг. Церковь Св. Петра в Монтальчино, Сиена
- Пресвятая Троица с апостолом Петром и Бернардином Сиенским. 1600-е гг. Холст, масло. Музей Феша, Аяччо, Франция
- Распятие со святыми Иоанном Блаженным и Екатериной Коломбини. 1600. Базилика Сан-Доменико, Сиена
- Обмен сердцами. 1580-е гг. Частное собрание, Берген
- Святая Екатерина Александрийская. 1606. Холст, масло. Музей Палаццо Манси, Лукка
- Положение во гроб. 1609—1611. Офорт